# Bonnevilledam
De Bonnevilledam is een waterkrachtcentralecomplex in de Columbia-rivier, gelegen op de grens van de Amerikaanse deelstaten Oregon en Washington. De dam ligt ongeveer 65 kilometer ten oosten van Portland en een paar kilometer ten westen van de Bridge of the Gods en de Cascade Locks and Canal.
Het complex bestaat uit een waterkrachtcentrale, een overlaat, een schutsluis en een vistrap. De dam levert veel elektriciteit en maakt de rivier beter bevaarbaar voor de scheepvaart. De dam wordt beheerd door het United States Army Corps of Engineers. De opgewekte elektriciteit wordt geleverd aan de Bonneville Power Administration die het naar de klanten brengt.
De dam is vernoemd naar legerkapitein Benjamin Bonneville (1796-1878). Hij kwam als een van de eerste Europeanen in het gebied aan en bracht grote delen van de Oregon Trail in kaart. In 1987 werd het geheel een National Historic Landmark.

## Geschiedenis
In maart 1925 gaf het Amerikaanse congres de opdracht om alle Amerikaanse rivieren in kaart te brengen. Door de industrialisering en de technologische ontwikkeling van waterkrachtcentrales nam de interesse toe en naast het opwekken van elektriciteit waren er belangrijke nevenvoordelen zoals beter bevaarbare rivieren voor de scheepvaart, water voor irrigatie en de bescherming van het land tegen overstromingen.
In 1931 publiceerde het United States Army Corps of Engineers rapport 308. In dit omvangrijke rapport van 1845 pagina’s werd een aanbeveling gedaan om 10 dammen in de Columbia te bouwen tussen de voorgestelde Grand Couleedam helemaal stroomopwaarts en Bonnevilledam als laatste voor de rivier de zee bereikt. Met het rapport werd niets gedaan tot Franklin D. Roosevelt werd gekozen tot president. De Amerikaanse economie was in een grote depressie geraakt en om de economie te stimuleren kwam Roosevelt met zijn New Deal initiatief. De overheid was bereid te investeren in grote infrastructurele projecten om werklozen aan een baan te helpen.
Een van deze projecten was de bouw van de Bonnevilledam. De bouw zou veel mensen aan werk helpen en met de goedkope elektriciteit kon de industrie een impuls krijgen. In 1934 werd een start gemaakt met de bouw van twee grote dammen in de Columbia, de Grand Couleedam en de Bonnevilledam. Zo’n 3.000 mensen werkten aan de bouw.